# Чонгарские укрепления
Чонга́рские укрепле́ния — система полевых укреплений на Тюп-Джанкойском и Таганашском полуостровах Крыма.
Укрепления были возведены в 1919—1920 годах войсками генерала Врангеля при участии французских инженеров. Укрепления включали 6 линий окопов и траншей (с пулемётными точками и артиллерийскими батареями), имели густую сеть пулеметов, укрытых в бетонных бойницах, и были прикрыты проволочными заграждениями в 3—4 ряда. Цель укреплений — предупреждение наступления Красной армии на Крым со стороны Чонгарского полуострова.
Красная армия под общим командованием М. В. Фрунзе 10 ноября 1920 года взяла штурмом Чонгарские укрепления, тем самым решив в пользу Красной армии исход Гражданской войны в Крыму и на Юге России в целом. Подробнее см. Перекопско-Чонгарская операция.